# Antonina Melnikova
Antonina Melnikova (em russo:  Антонина Алексеевна Мельникова, Rahachow, Homiel, 19 de fevereiro de 1958) é uma ex-canoísta de velocidade russa na modalidade de canoagem.

## Carreira
Foi vencedora da medalha de bronze em K-1 500 m em Moscovo 1980.